# Vigur
Die Insel Vigur liegt in den Westfjorden von Island.
Sie ist nach Æðey die zweitgrößte Insel im Ísafjarðardjúp und liegt vor dem Hest- und Skötufjörður. Sie hat eine Fläche von 0,59 km² bei einer Ausdehnung von ca. 2,0 km in Nord-Süd-Richtung und einer Breite bis zu 400 m.
Auf der Insel nisten viele Vögel, darunter vor allem Küstenseeschwalben, Papageitaucher, Gryllteisten und Eiderenten. 
Ein einzelner Hof befindet sich auf der Insel. Im Mittelalter galt er als sehr reicher Hof, weil viele Nebenerwerbsquellen mit dem Hof verbunden waren – und sind. Das betrifft vor allem die Betreuung und Nutzung von Eiderenten, deren Daunen hier verarbeitet werden. Außerdem kann man auf der Insel eine kleine Windmühle (1840), besichtigen, die bis 1917 in Betrieb war, die einzige noch erhaltene Windmühle auf Island ist und unter Denkmalschutz steht.
Ein Ruderboot, der Achtruderer Vigur-Breiður vom Anfang des 19. Jahrhunderts, wird immer noch benutzt, um Schafe vom Festland zu holen bzw. dorthin zu bringen. Für regelmäßige Verbindung mit der Außenwelt sorgt hingegen heutzutage ein Schnellboot, das von Ísafjörður aus die Insel anfährt.
Der Hof wurde seit ca. 170 Jahren von derselben Familie bewirtschaftet. Im Jahr 2019 wurde die Insel an die Familie von Felicity Aston verkauft, die 2012 als erster Mensch den Kontinent Antarktika alleine ohne Hilfsmittel durchquerte. Sie möchten den Hof weiter betreiben und ausbauen. 

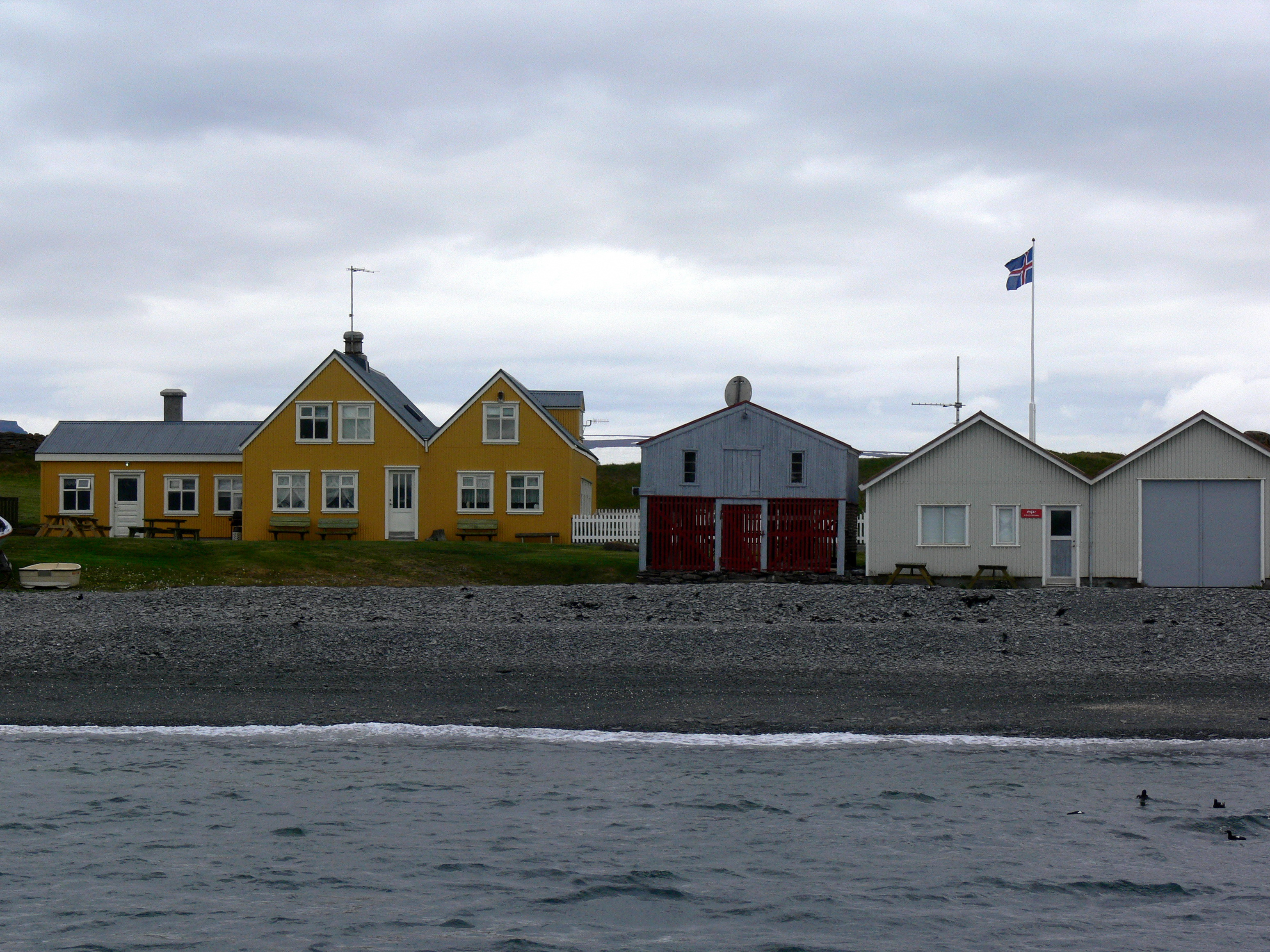
Der Hof auf Vigur.
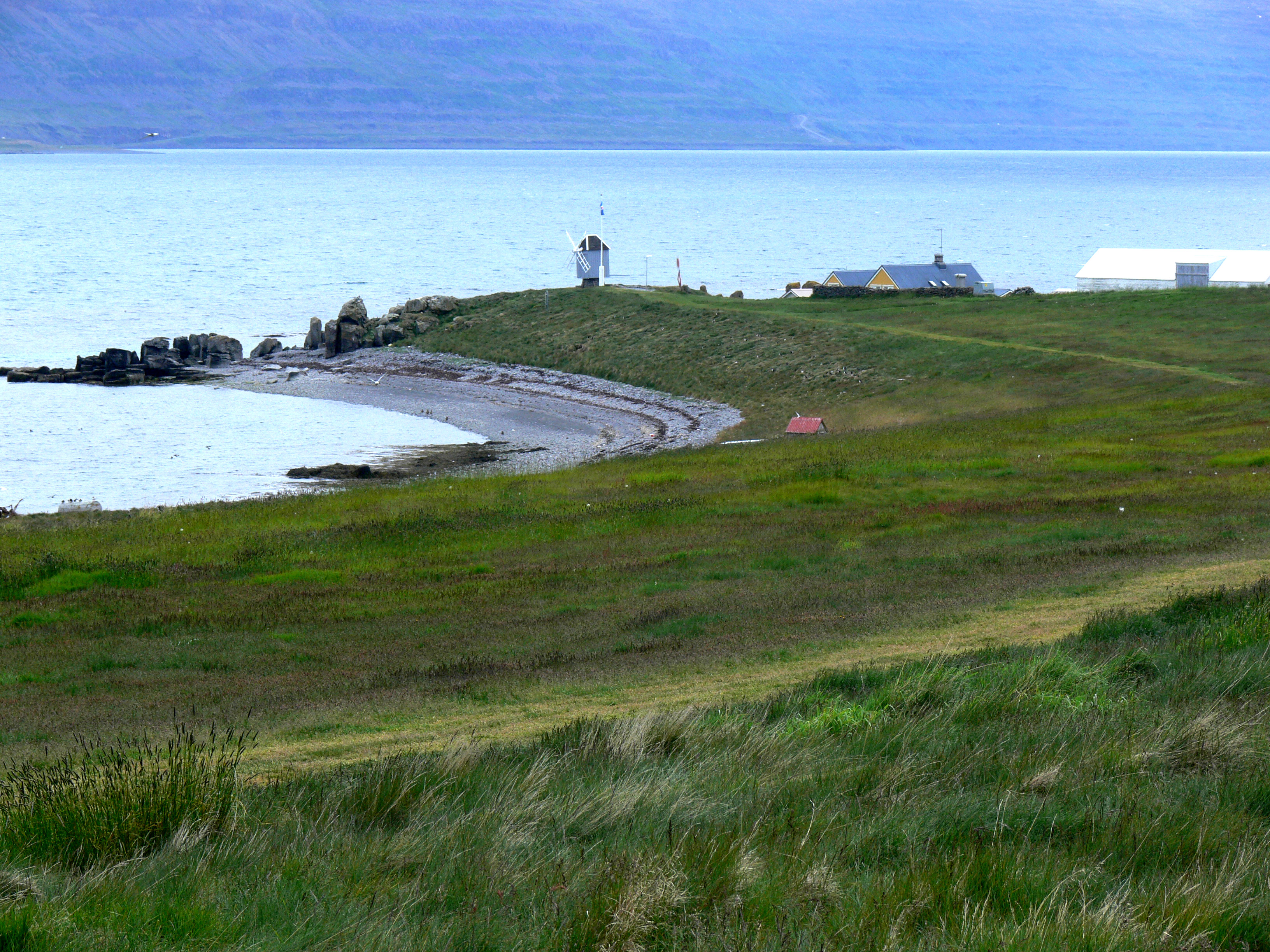
Ufer von Vigur mit Windmühle.
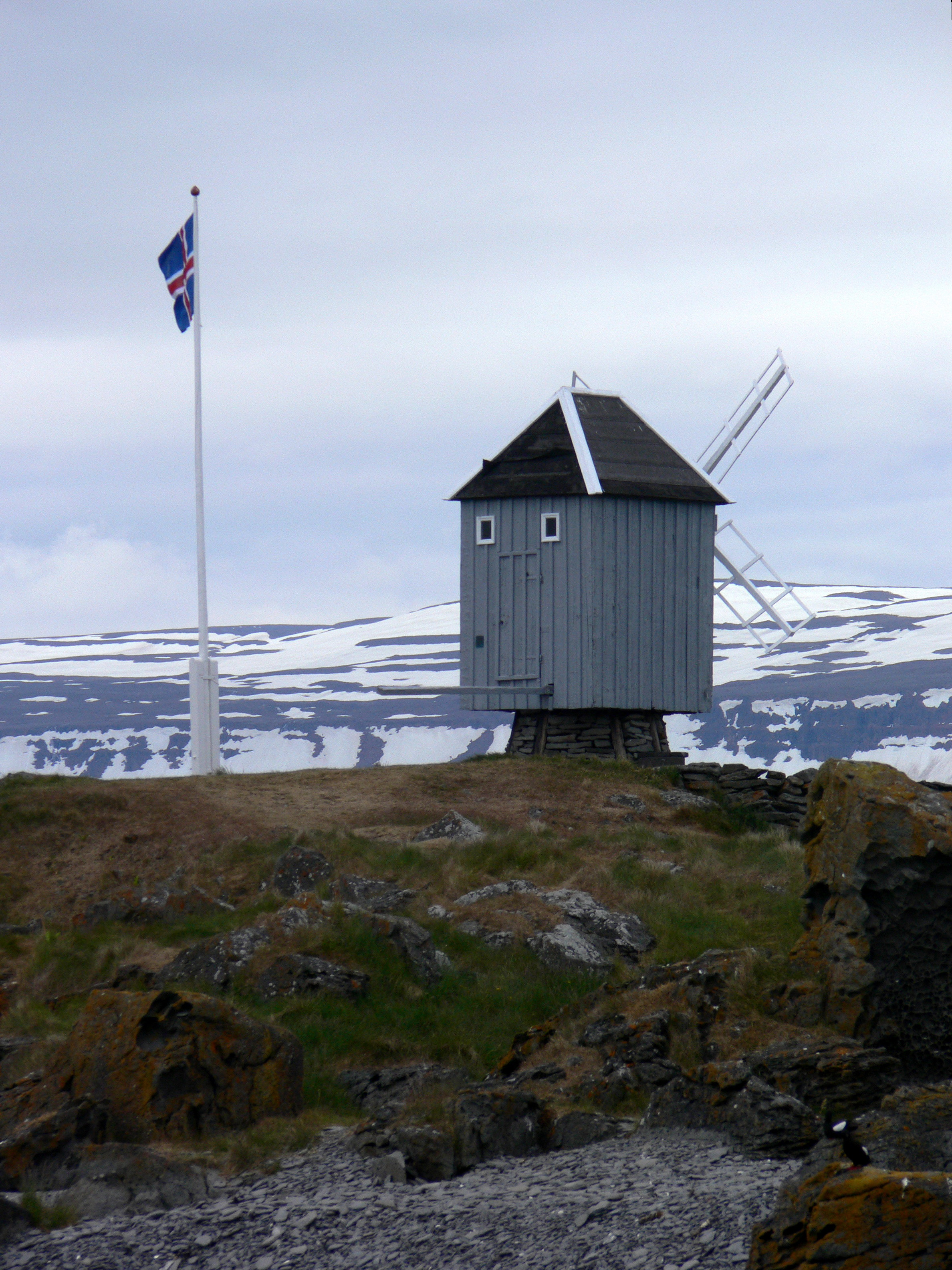
Windmühle auf Vigur
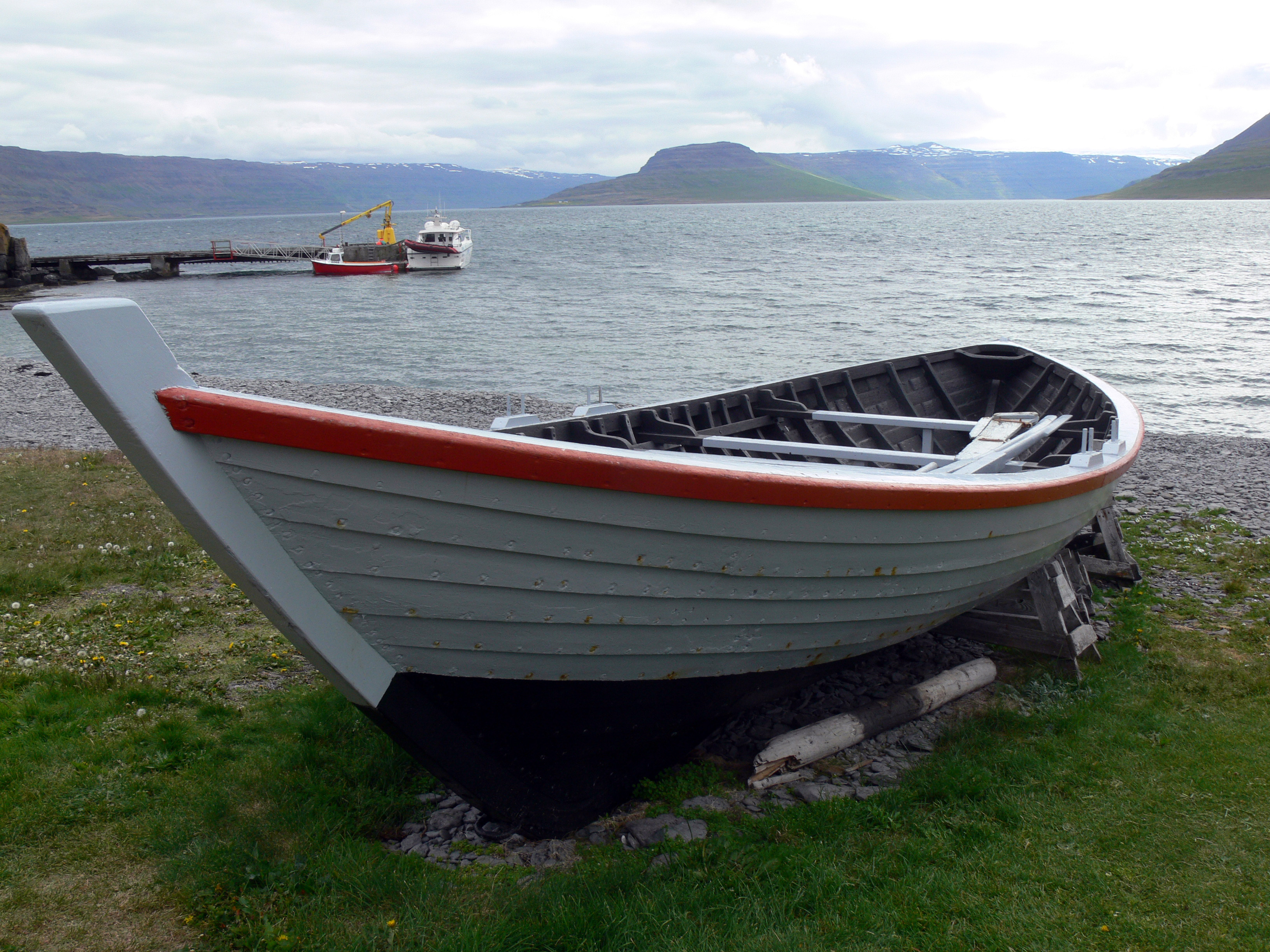
Das Ruderboot für den Schafstransport. Im Hintergrund die Fähre nach Ísafjörður.
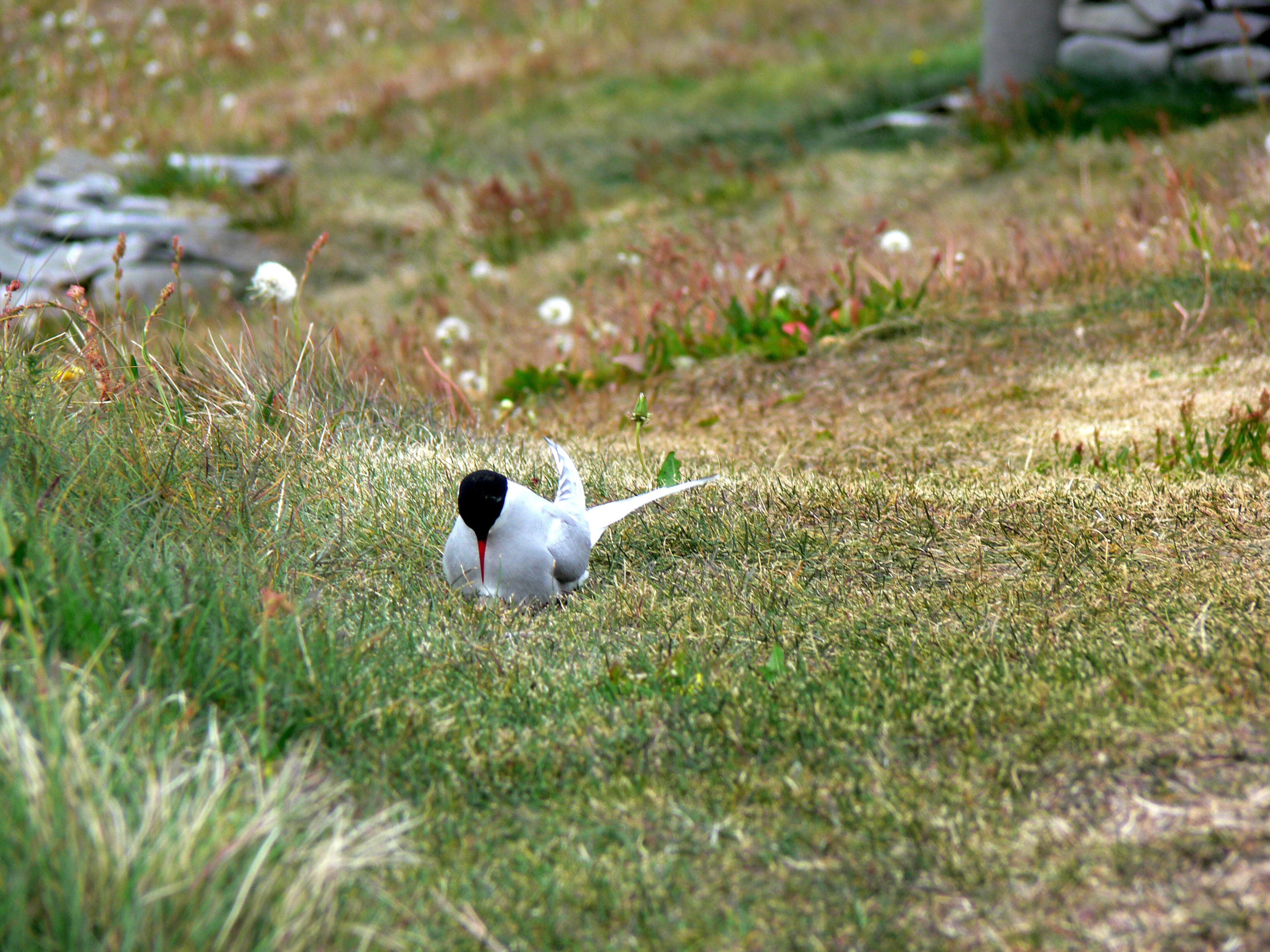
Eine Küstenseeschwalbe auf ihrem Gelege direkt neben einem Wanderweg.
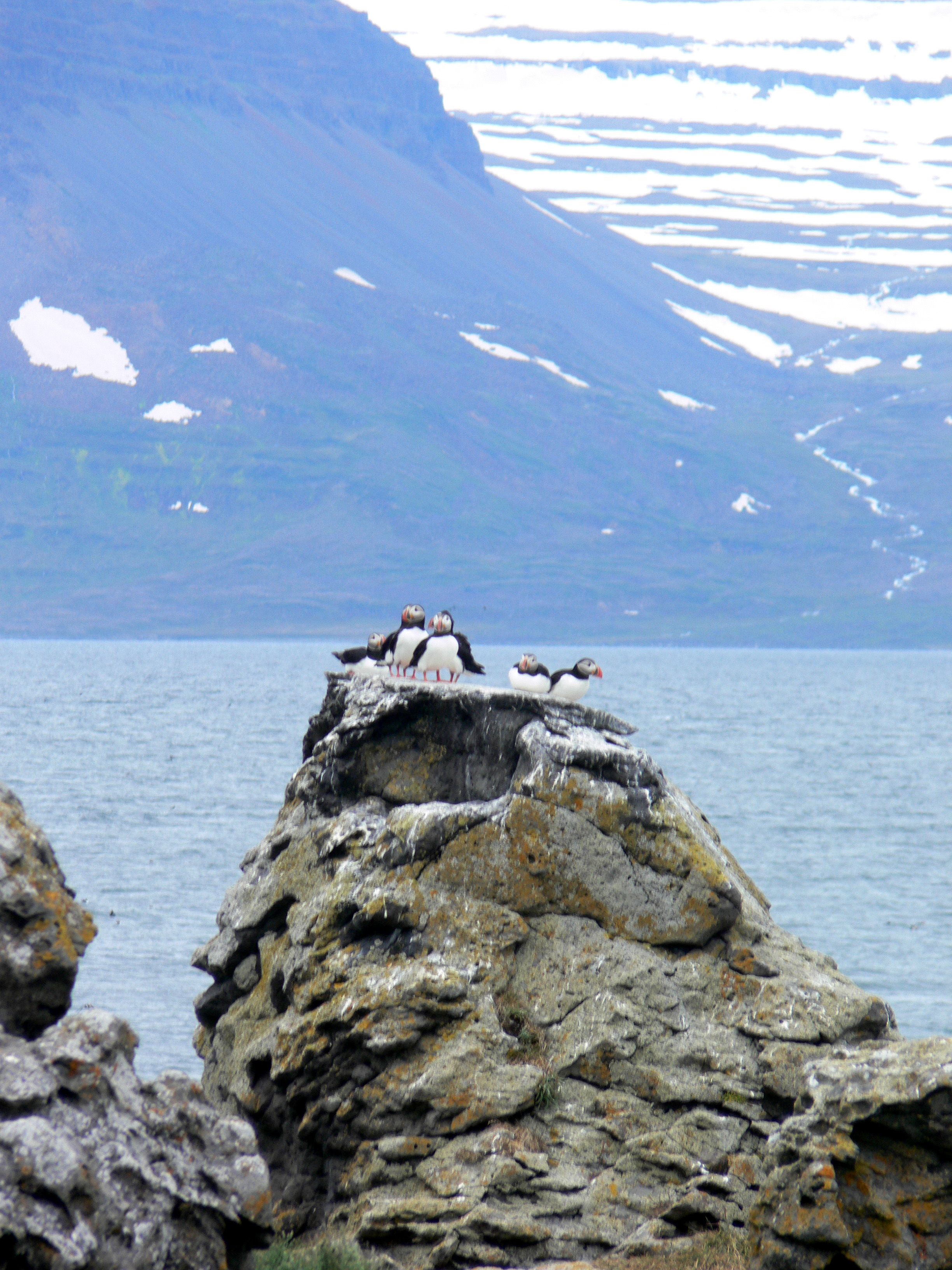
Papageientaucher auf Vigur.
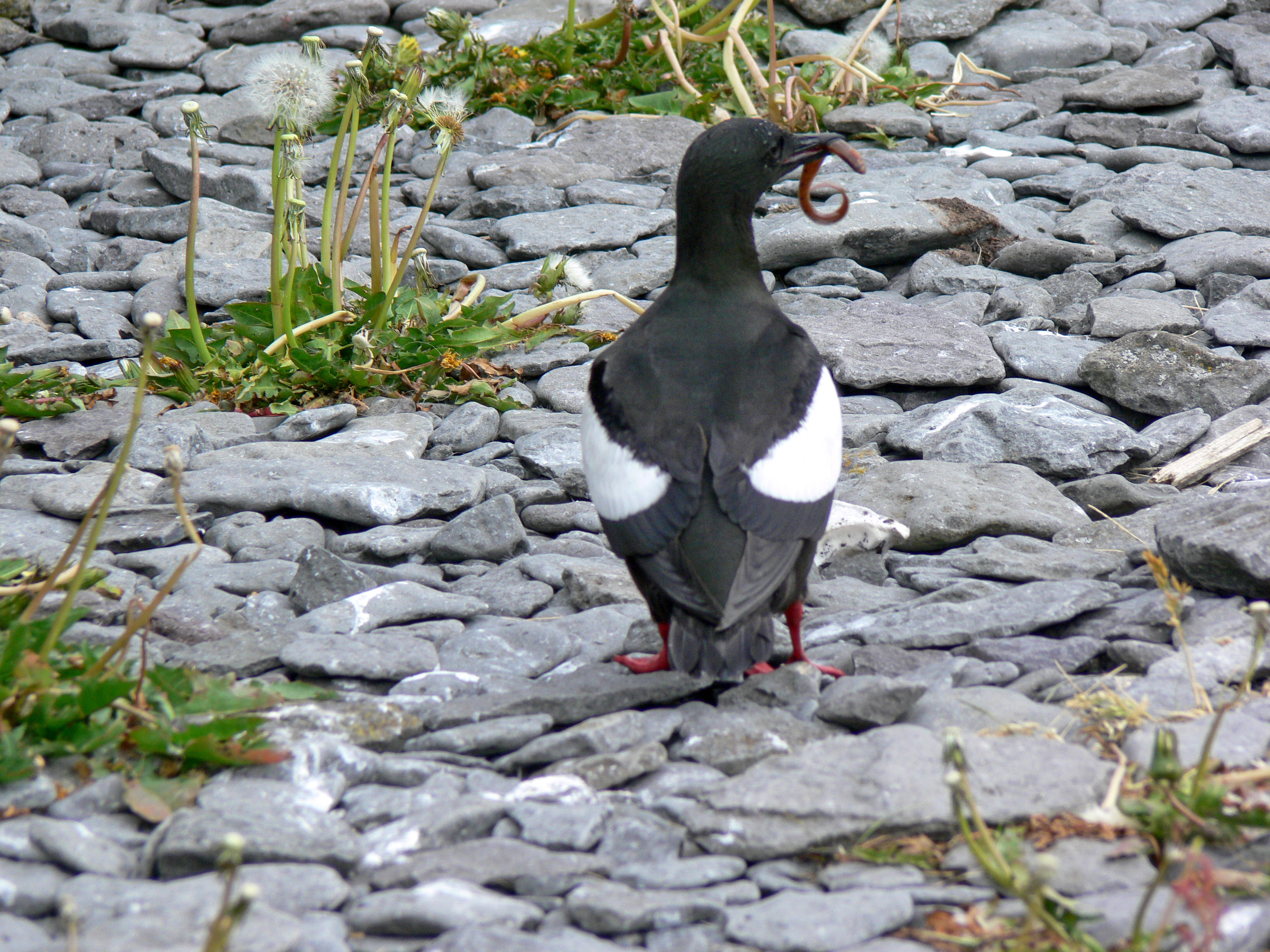
Gryllteiste auf Vigur.
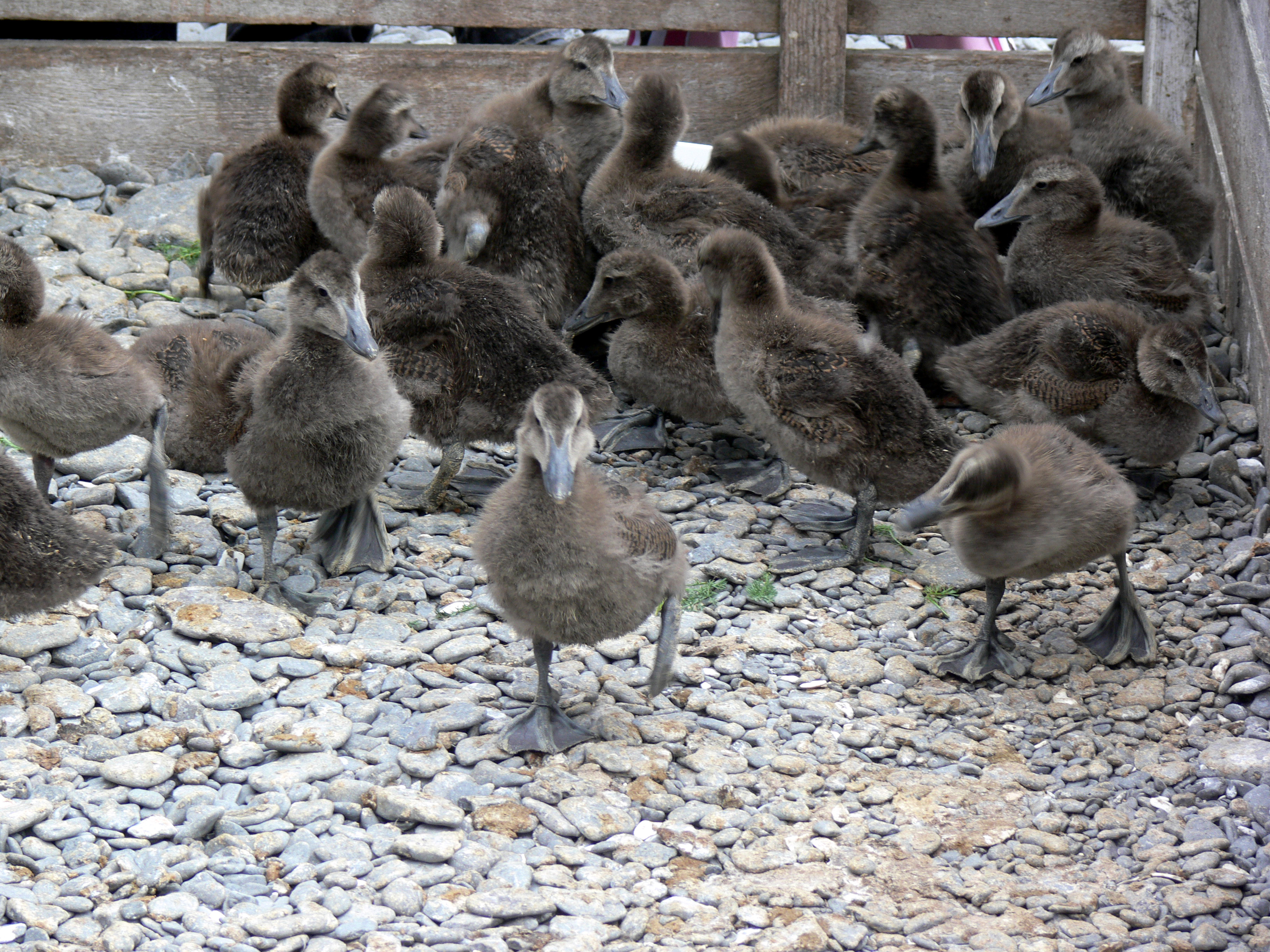
Verlassene Küken von Eiderenten auf Vigur. Sie werden aufgezogen.